# Vikunja

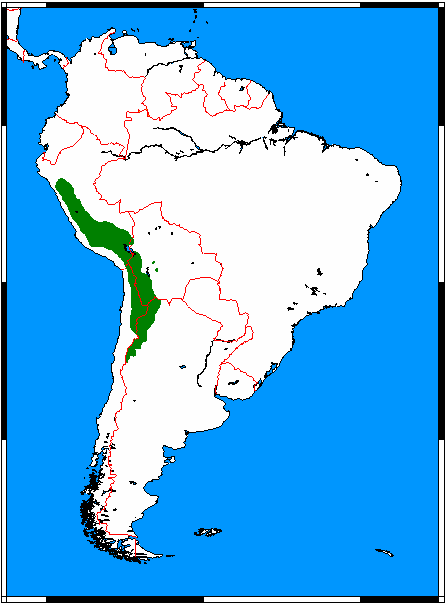
Verbreitungsgebiet laut IUCN

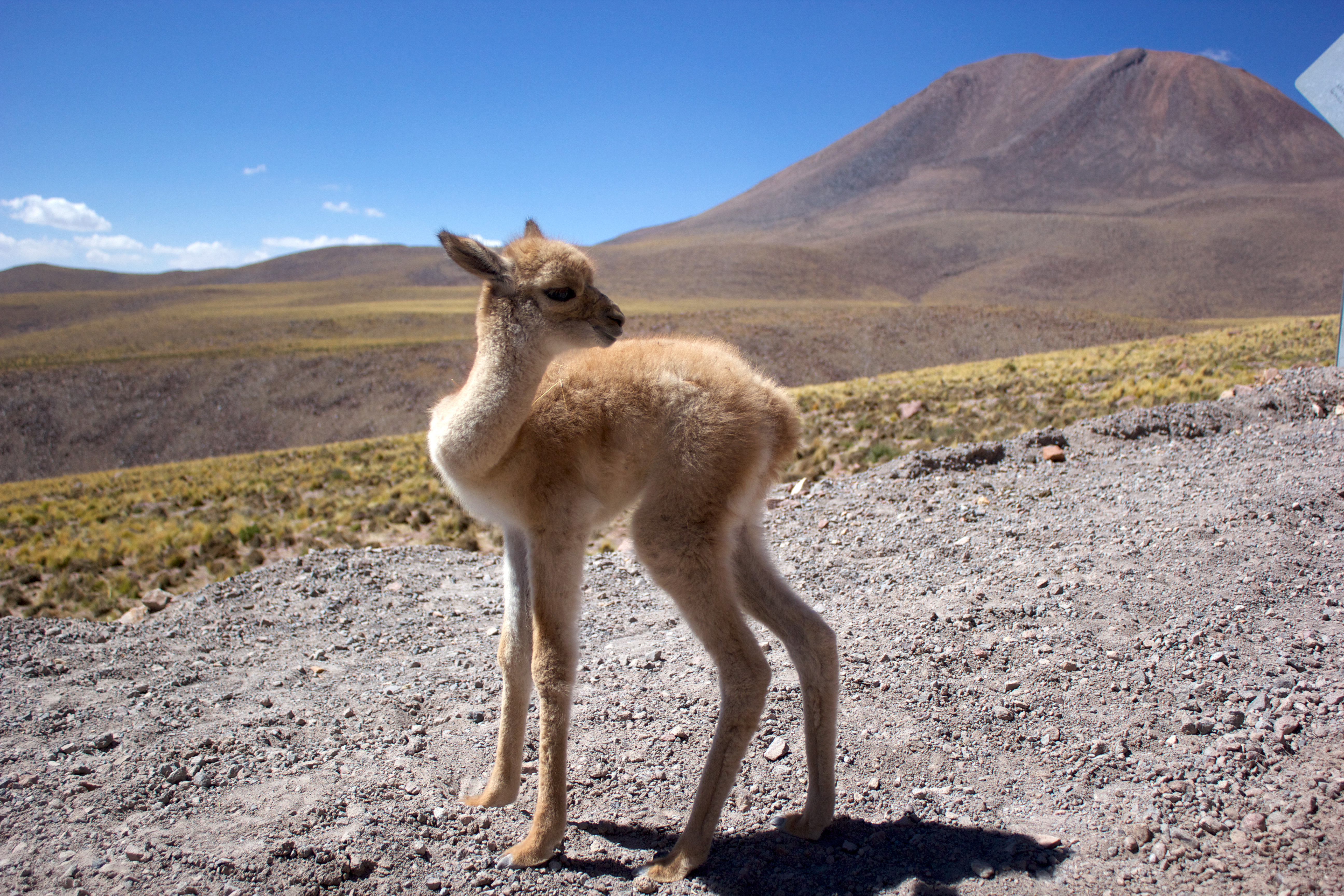
Jungtier in der chilenischen Atacama (nahe dem ALMA der Europäischen Südsternwarte)

Das (oder die) Vikunja (Vicugna vicugna) oder Vicuña (Quechua: wik'uña) ist die wildlebende Art der Gattung Vicugna, zu der daneben noch das Alpaka gehört. Es ähnelt der wildlebenden Art Guanako aus der Gattung Lamas (Gattung), zu der auch das Lama gehört. Die beiden Gattungen bilden die Gruppe höckerloser Neuweltkamele in der Familie der Kamele.
Im Vergleich der beiden wildlebenden Kamele Südamerikas ist das Vikunja zierlicher gebaut als das Guanako. Mit einem Vorkommen bis in rund 5000 Meter über dem Meeresspiegel hat es die extremste Höhenverbreitung aller Huftiere des Kontinents. Die Wolle der Vikunjas ist noch feiner als Kaschmirwolle.

## Merkmale, Besonderheiten
Das Vikunja hat einen schlanken Körper und einen langen Hals. Der Kopf ist klein und keilförmig; die Ohren sind schlank und spitz. Vikunjas erreichen eine Kopf-Rumpf-Länge von 125 bis 190 Zentimeter, haben einen 15 bis 25 Zentimeter langen Schwanz, eine Schulterhöhe von 85 bis 90 Zentimeter und ein Gewicht von 38 bis 45 kg. Männchen und Weibchen sind gleich groß und wiegen ungefähr gleich viel. Äußerlich sind sie nicht zu unterscheiden. Die Art wird jedoch in zwei Unterarten unterteilt, von denen die südliche (V. v. vicugna) im Schnitt eine 15 % höhere Widerristhöhe hat als die nördliche. Sie kommt auch eher auf das Maximalgewicht von 45 kg, während sich das Gewicht der nördlichen Unterart (V. v. mensalis) eher bei 38 kg bleibt. Das Fell der Vikunjas ist weich und wollig. Bei V. v. vicugna ist es auf dem Rücken, an den Körperseiten und an den Außenseiten der Beine blass zimtfarben, bei V. v. mensalis eher rötlichbraun. Der Bauch und die Innenseiten der Beine sind weiß, wobei bei sich V. v. vicugna das weiße Bauchfell mehr nach oben auf die Flanken erstreckt als bei V. v. mensalis. Ein auffälliges Merkmal von V. v. mensalis ist ein Latz 20 bis 30 Zentimeter langer, grober, weißer Haare auf der Brust und am Halsansatz. Dieser ist bei V. v. vicugna nur kurz und unauffällig.
Die Schneidezähne sind lang und stangenartig. Eine anatomische Besonderheit im Vergleich zu anderen Neuweltkamelen sind die unteren Schneidezähne, die wie bei Nagetieren ständig nachwachsen – etwas Vergleichbares gibt es unter anderen Paarhufern nicht.
Das Wollhaar des Vikunjafells ist feiner als das verwandter Arten. Es bildet eine dichte Wärmedämmschicht für die eisigen Winternächte in großer Höhe. Die Fellfarbe ist am Rücken hellbraun, im Bauchbereich weißlich; die sehr feine und weiche Wolle hat ein geringes Gewicht.
Die kleinste Kamelart der Welt benötigt außerdem ein großes Herz, um in einer Höhe von bis zu 5500 Metern leben zu können.

## Verhalten
Wie das Guanako lebt das Vikunja in territorialen Familienverbänden, die von je einem Hengst (Männchen, die weiblichen Tiere werden Stuten genannt) geführt werden. Daneben gibt es Junggesellentrupps (Männchen, die wegen ihres jungen Alters noch kein Territorium verteidigen können) und solitäre alte Männchen (die durch jüngere Männchen von ihren Verbänden vertrieben wurden).
Die einzige Nahrung, die Vikunjas zu sich nehmen, ist das harte, trockene Gras der Bergweiden. Sie sind daher darauf angewiesen, täglich zu trinken.

## Verbreitung
Verbreitet ist das Vikunja in den Hochanden Ecuadors, Perus, Boliviens, Argentiniens und Chiles. Es kommt dort in Höhen zwischen 3500 und 5500 Metern vor. Während der letzten Kaltzeit vor 10.000 bis 13.000 Jahren lebte das Vikunja im Tiefland von Bolivien, Paraguay, Patagonien und Feuerland. Am Ende der Eiszeit vor 9.000 bis 12.000 Jahren verlagerte es sein Verbreitungsgebiet in die heutigen hochgelegenen Lebensräume.
Während es zur Zeit der Inka etwa 1,5 Millionen Vikunjas in den Anden gab, ging ihre Zahl bis 1965 auf 6.000 zurück. Seitdem haben sich infolge von Schutzmaßnahmen die Bestände aber rasant erholt, so dass es heute wieder etwa 350.000 adulte Vikunjas gibt. Das Zuchtbuch im Rahmen der Europäischen Erhaltungszuchtprogramme (EEP) wird von Lena Bockreiß vom Tierpark Hellabrunn geführt. Die IUCN listet das Vikunja mittlerweile als „nicht gefährdet“.

## Verwandtschaft und Taxonomie

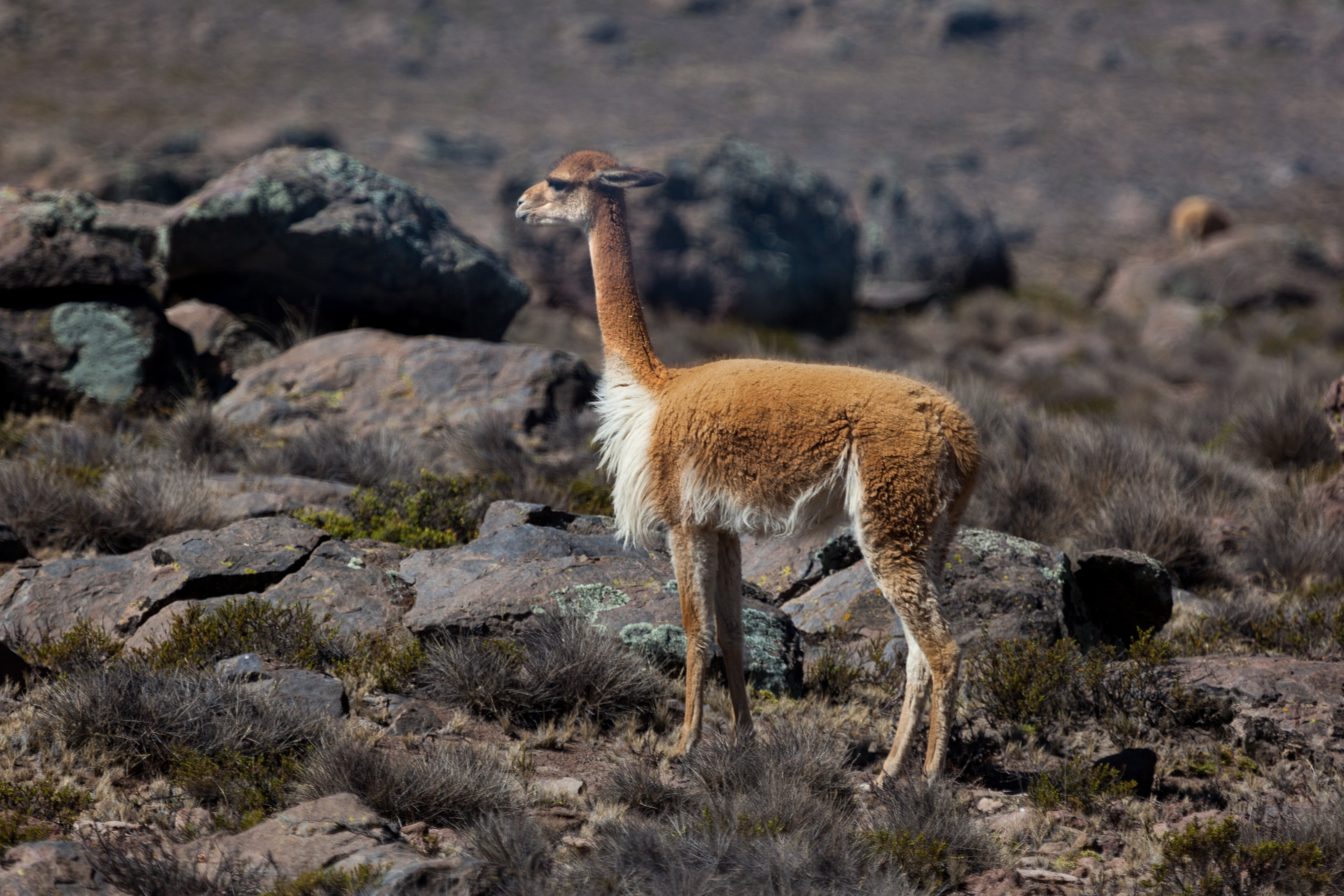
Vicugna vicugna mensalis

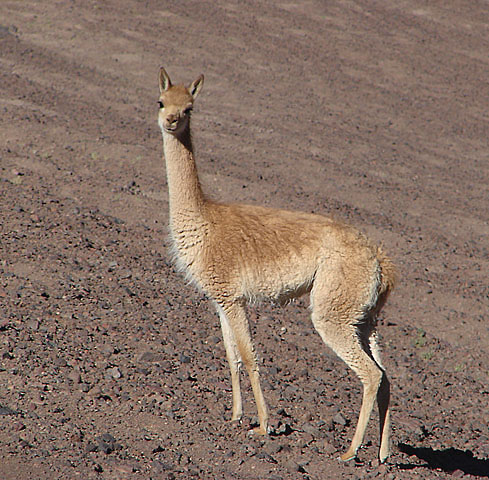
Vicugna vicugna vicugna

Das Vikunja wurde 1782 durch den chilenischen Naturforscher Juan Ignacio Molina in einem Essay über die Naturgeschichte Chiles erstmals beschrieben und bekam dabei den wissenschaftlichen Namen Lama vicugna. Die Gattung Vicugna wurde 1842 durch den französischen Naturforscher René Primevère Lesson eingeführt. Für eine eigene Gattung spricht die Besonderheit des Gebisses, das von dem der anderen Lamas abweicht. Allerdings sind Guanakos und Vikunjas untereinander fruchtbar, was wiederum für eine sehr dichte Verwandtschaft spricht. Daher ist die Einführung der eigenen Gattung Vicugna wie auch die Einordnung der Alpakas in diese Gattung umstritten. Die Trennung von Vikunja und Guanako (Lama guanicoe) erfolgte wahrscheinlich vor 2 bis 3 Millionen Jahren.
Es werden zwei Unterarten unterschieden:
- Vicugna vicugna vicugna Molina, 1782
- Vicugna vicugna mensalis Thomas, 1917

Die Nominatform V. v. vicugna lebt im Süden des Verbreitungsgebiets, V. v. mensalis im Norden. Die Grenze zwischen den zwei Unterarten liegt etwa bei 18° südlicher Breite. V. v. mensalis ist etwas kleiner als die südliche Unterart und durch eine dunklere Färbung und langes Brusthaar gekennzeichnet.
Die Mammalogen Peter Grubb und Colin Groves erhoben V. v. mensalis in ihrer 2011 veröffentlichten Revision der Huftiersystematik zu einer eigenständigen Art. Dies hat sich bis heute aber nicht durchgesetzt.
Die klassische Lehrmeinung war einst, dass das Vikunja nie domestiziert wurde und dass Lama und Alpaka vom Guanako abstammen. Heute gibt es allerdings DNS-Untersuchungsbefunde, die darauf hindeuten, dass das Alpaka vom Vikunja abstammen könnte. Das Alpaka ist wahrscheinlich eng mit der nördlichen Unterart V. v. mensalis verwandt.

## Nutzung
Beim traditionellen Scheren (Chacu oder Chaccu) werden in Peru alle zwei Jahre Vikunjaherden in einer Zeremonie über trichterförmige Gatter in Pferche getrieben und geschoren. Dabei wird eine Wolle mit einer durchschnittlichen Faserlänge von 2–4 cm gewonnen. Das Gewicht an geschorenen Wollhaaren beträgt pro Tier etwa 250 g bis 450 g, nach Entfernung der unerwünschten Deckhaare vom Wollhaar.